# Saison 5 de Californication
Chronologie
Saison 4 Saison 6
Cet article présente les douze épisodes de la cinquième saison de la série télévisée américaine Californication.

## Synopsis
Hank Moody est un romancier new-yorkais exilé à Los Angeles, et séparé de Karen, la mère de sa fille Becca, âgée de 12 ans. Perturbé par sa situation familiale et par son absence d'inspiration, il se réconforte dans la consommation immodérée d'alcool, de drogues en tout genre et des nombreuses femmes tombées sous son charme. Désabusé et sarcastique, il ne peut s'empêcher de dire toutes les vérités qui lui viennent à l'esprit, et ce, en toutes circonstances et à n'importe qui, n'ayant que très peu de respect pour les conventions de la bourgeoisie californienne. Hank est auto-destructeur, mais dans le fond il ne cherche qu'à récupérer Karen et à vivre une vie de famille tranquille…

## Distribution

### Acteurs principaux
- David Duchovny (V. F. : Georges Caudron) : Hank Moody
- Natascha McElhone (V. F. : Danièle Douet) : Karen van der Beek
- Evan Handler (V. F. : Xavier Fagnon) : Charlie Runkle
- Madeleine Martin (V. F. : Léopoldine Serre) : Rebecca « Becca » Moody
- Pamela Adlon (V. F. : Marie Vincent) : Marcy Runkle

### Acteurs récurrents
- Stephen Tobolowsky (V. F. : Bernard Alane) : Stu Baggs
- Robert Fitzgerald Diggs (V. F. : Rémi Bichet) : Samurai Apocalypse
- Meagan Good (V. F. : Anne Dolan) : Kali
- Jason Beghe (V. F. : Jean-Jacques Nervest) : Richard Bates
- Scott Michael Foster (V. F. : Alexandre Gillet) : Tyler, le nouveau petit ami de Becca
- Camilla Luddington (V. F. : Caroline Lallau) : Lizzie
- Natalie Zea (V. F. : Amandine Pommier) : Carrie
- Drea de Matteo (V. F. : Odile Schmitt) : Holly, une stripteaseuse

## Liste des épisodes

### Épisode 1:La Centième Femme
- États-Unis : 8 janvier 2012 sur Showtime
- Suisse : 6 septembre 2012 sur RTS Un[1]
- France : 21 décembre 2012 sur M6[2]

- États-Unis : 758 000 téléspectateurs[3] (première diffusion)

Plus de deux ans se sont écoulés depuis les derniers événements. Hank, qui vit désormais à New-York, décide de retourner à Los Angeles à la suite d'une proposition de Charlie, pour prendre de la distance avec la relation qu'il vient d'achever.
A bord de l'avion qui le ramène sur les traces de sa vie d'"avant", il fait la rencontre d'une mystérieuse jeune femme, avec laquelle il flirte pendant tout le vol. Une fois arrivés à l'aéroport, elle le quitte sans un mot, préférant rester à ces yeux un bienheureux souvenir. Pourtant, ils ne seront pas sans se revoir...
La proposition de Charlie consistant à rédiger le scénario d'un film, Hank se rend au domicile de son nouvel employeur: un ancien rappeur afro-américain reconverti en homme d'affaires aux perspectives mégalomanes. Leur collaboration s'avère périlleuse.

### Épisode 2:À la force du poignet
- États-Unis : 15 janvier 2012 sur Showtime
- Suisse : 13 septembre 2012 sur RTS Un[4]
- France : 21 décembre 2012 sur M6[2]

- États-Unis : 751 000 téléspectateurs[5] (première diffusion)

Hank n'est pas décidé à écrire le scénario du rappeur, car il est particulièrement mal à l'aise à l'idée de fantasmer sur sa femme. Hank se laisse tout de même entraîner par le rappeur pour la journée, il fait la rencontre du réalisateur du film. 

### Épisode 3:D. A. B.
- États-Unis : 22 janvier 2012 sur Showtime
- Suisse : 20 septembre 2012 sur RTS Un[6]
- France : 28 décembre 2012 sur M6[2]

- États-Unis : 641 000 téléspectateurs[7] (première diffusion)

Hank vient de terminer le scénario demandé par le nouveau client de Charlie, Samouraï Apocalypse. C'est à ce moment-là qu'il annonce également son retour en terre new-yorkaise à Charlie et à tous ses proches. Pourtant, Samouraï veut retarder au maximum son départ en proposant à Hank d'accompagner Kali à une soirée, pendant que Samouraï savoure le nouveau scénario.

### Épisode 4:L’Espoir d’un miracle
- États-Unis : 29 janvier 2012 sur Showtime
- Suisse : 27 septembre 2012 sur RTS Un[8]
- France : 28 décembre 2012 sur M6[2]

- États-Unis : 748 000 téléspectateurs[9] (première diffusion)

### Épisode 5:Patrouille de nuit
- États-Unis : 5 février 2012 sur Showtime
- Suisse : 4 octobre 2012 sur RTS Un[10]
- France : 4 janvier 2013 sur M6[2]

- États-Unis : 742 000 téléspectateurs[11] (première diffusion)

Soucieux d'apporter à son film une dimension réaliste, Samouraï Apocalypse réquisitionne Hank - pourtant las de devoir cacher aux yeux de son nouveau "frère" la culpabilité qui le ronge - pour une patrouille de nuit en compagnie d'un policier de L.A. Peu enthousiasmé à cette perspective, Hank cherche du soutien de la part de Charlie qui, contre toute attente, propose de les accompagner !
C'est donc contraint et blasé que Hank embarque dans une voiture de police alors que la nuit vient de tomber. A mesure que les heures s'égrènent, les fantasmes de Sam et Charlie sur la police de L.A. s'évanouissent: l'officier s'avère en tous points conforme aux clichés qui s'attachent à ses fonctions (incompétence, négligence, humour gras, amour pour les beignets...).

### Épisode 6:Les Paroles du cœur
- États-Unis : 12 février 2012 sur Showtime
- Suisse : 11 octobre 2012 sur RTS Un[12]
- France : 4 janvier 2013 sur M6[2]

- États-Unis : 834 000 téléspectateurs[13] (première diffusion)

Depuis que l'implication(involontaire)de Hank dans le passage à tabac de Tyler a été révélée au grand jour, Becca s'est enfermée dans son mutisme et Karen n'a plus daigné lui ouvrir la porte de leur demeure.
Alors qu'il se lamente sur son sort, Hank est à nouveau sollicité par "Sam" pour ses talents d'auteur: producteur de Kali, il cherche un parolier pour écrire le texte d'une chanson qui clôturera l'album de sa protégée. Mais lorsque Hank se rend aux studios, la tension est palpable entre les deux artistes récemment séparés. La paranoïa s'installe, le doute plane.

### Épisode 7:Black-out
- États-Unis : 19 février 2012 sur Showtime
- Suisse : 18 octobre 2012 sur RTS Un[14]
- France : 11 janvier 2013 sur M6[2]

- États-Unis : 714 000 téléspectateurs[15] (première diffusion)

Le soleil s'est déjà levé depuis longtemps sur L.A. alors que Karen s'éveille dans le lit de Hank. Inquiète à l'idée d'avoir failli à sa promesse (ne plus jamais succomber aux charmes du père de son unique enfant) et à ses engagements d'épouse, il la rassure en lui avouant que, trop éméchée pour rentrer chez elle, il a veillé son sommeil avant de gouter à son tour à un bienheureux repos.

### Épisode 8:La Vérité brute
- États-Unis : 4 mars 2012 sur Showtime
- Suisse : 25 octobre 2012 sur RTS Un[16]
- France : 11 janvier 2013 sur M6[2]

- États-Unis : 668 000 téléspectateurs[17] (première diffusion)

Hank lit le script de Tyler, obligé par sa fille Becca. Il trouve le script génial. Le problème, ce script est l'histoire d’un garçon qui a couché exprès avec la fille d’un écrivain à succès. Hank comprend qu’il lit une autobiographie et est dégoûté d’apprendre la vie sexuelle de sa fille. Il va chez Tyler pour lui faire des commentaires. Il rencontre les deux mères de Tyler un peu déjantées mais observe qu’elles connaissent beaucoup plus de chose sur l’éducation d’un enfant que lui. Il se sent mal et va voir Karen qui l’embrasse car elle a appris qu’il a caché les cachotteries de son mari. À la fin Hank est attendu, dans la maison de Charlie, par Robert Fitzgerald Diggs et Eddie Nero.
- Le titre original, Raw, est le nom du script de Tyler.

### Épisode 9:Comme au cinéma
- États-Unis : 11 mars 2012 sur Showtime
- Suisse : 1er novembre 2012 sur RTS Un[18]
- France : 18 janvier 2013 sur M6[2]

- États-Unis : 680 000 téléspectateurs[19] (première diffusion)

Découvrant le talent de Tyler, Hank s'oppose à ce que Charlie le fasse signer. Hank supporte très mal l'histoire sexuelle du petit ami de sa fille et que sa fille y soit intégrée. Il met en garde Charlie au nom de leur amitié de ne pas devenir l'agent de Tyler. 
C'est aussi le premier jour du tournage du film Santa Monica Cop et Hank se fiche éperdument du scénario et des répliques. Il s'attire les foudres du réalisateur lorsqu'il découvre que Hank commence un moment intime avec l'une des actrices. Samouraï accepte lui aussi très mal la nonchalance de Hank.

### Épisode 10:Le Fruit défendu
- États-Unis : 18 mars 2012 sur Showtime
- Suisse : 8 novembre 2012 sur RTS Un[20]
- France : 18 janvier 2013 sur M6[2]

- États-Unis : 637 000 téléspectateurs[21] (première diffusion)

### Épisode 11:À la grâce de Dieu
- États-Unis : 25 mars 2012
- Suisse : 15 novembre 2012 sur RTS Un[22]
- France : 25 janvier 2013 sur M6[2]

- États-Unis : 725 000 téléspectateurs[23] (première diffusion)

### Épisode 12:Dis-moi que tu m'aimes
- États-Unis : 1er avril 2012
- Suisse : 22 novembre 2012 sur RTS Un[24]
- France : 25 janvier 2013 sur M6[2]

- États-Unis : 768 000 téléspectateurs[25] (première diffusion)

- Patrick Fischler : Gabriel